# Phoradendron iltisiorum
Phoradendron iltisiorum är en sandelträdsväxtart som beskrevs av J. Kuijt. Phoradendron iltisiorum ingår i släktet Phoradendron och familjen sandelträdsväxter. Inga underarter finns listade i Catalogue of Life.